# Eupithecia mecodaedala
Eupithecia mecodaedala là một loài bướm đêm trong họ Geometridae.